# Dover

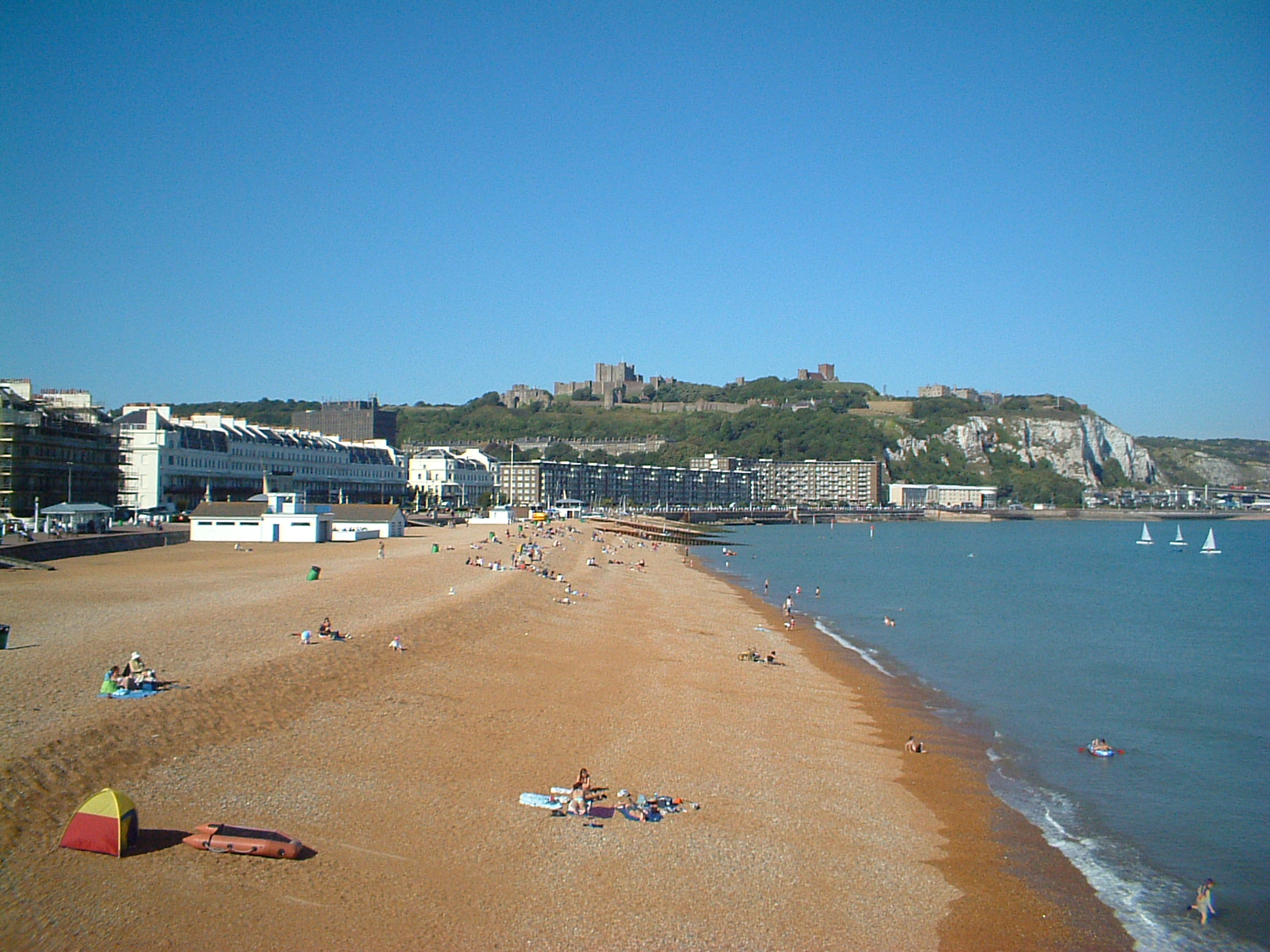
Strand von Dover, mit den Kreidefelsen und Dover Castle im Hintergrund

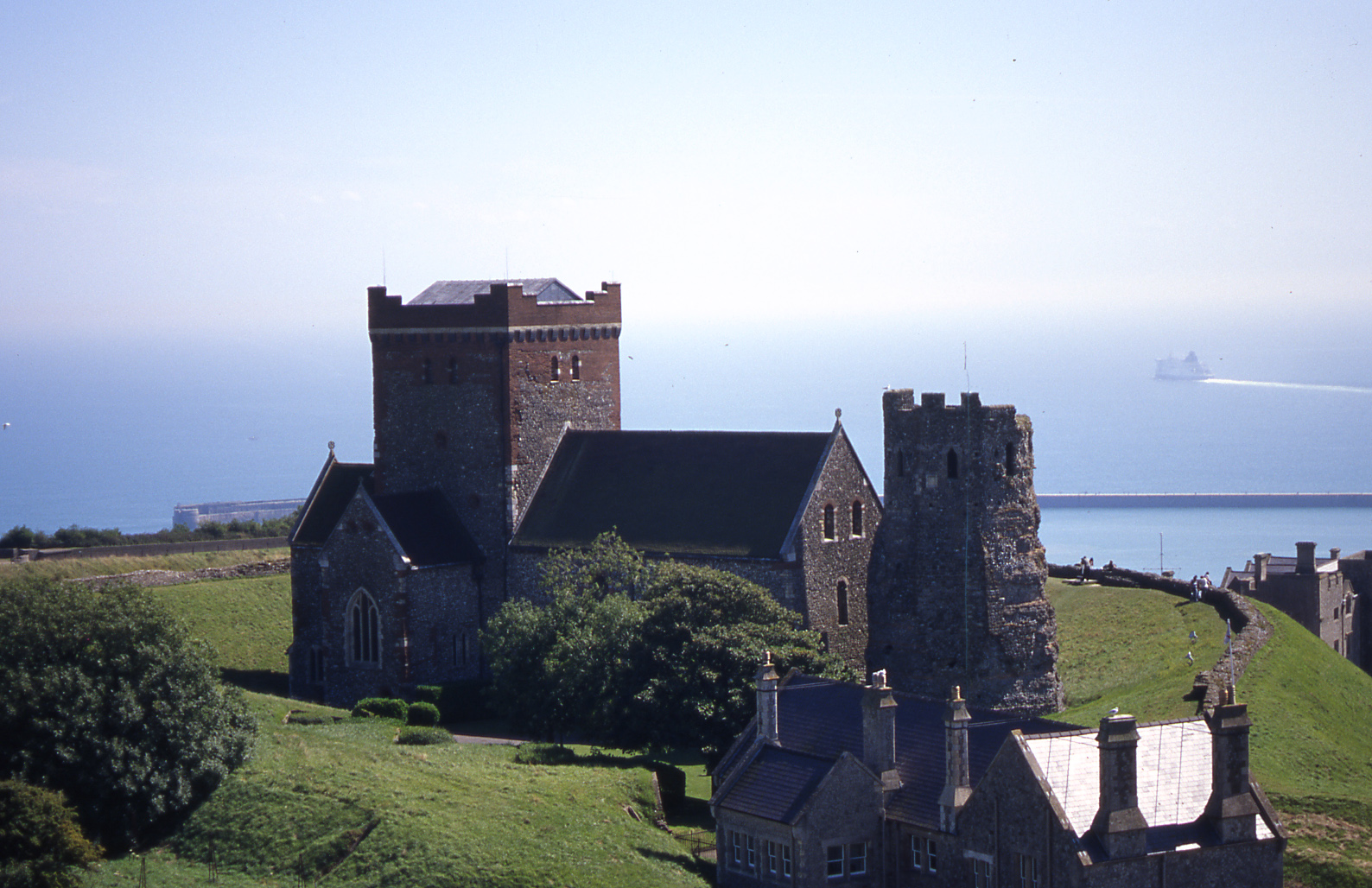
St Mary in Castro und römischer Leuchtturm

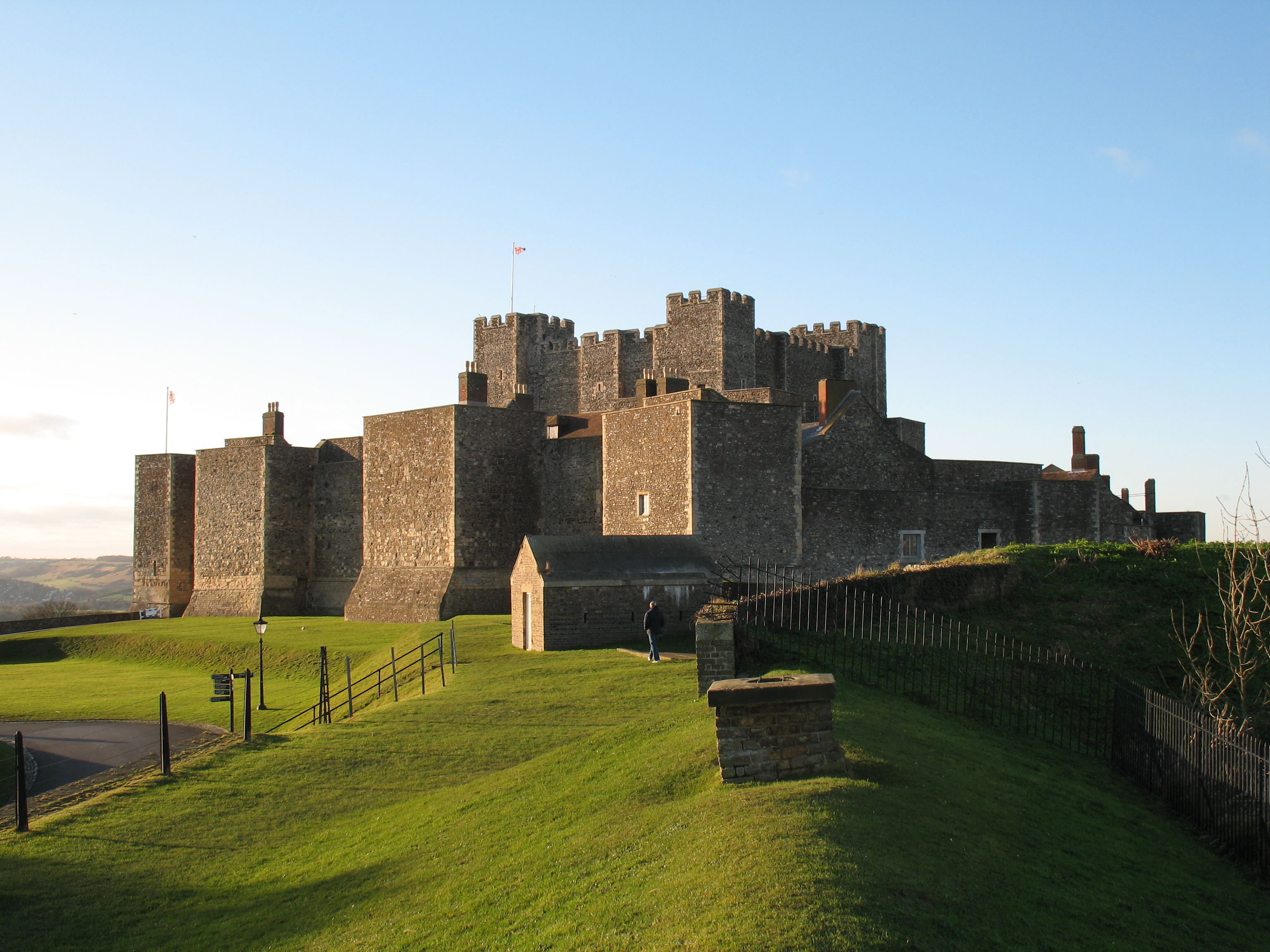
Dover Castle

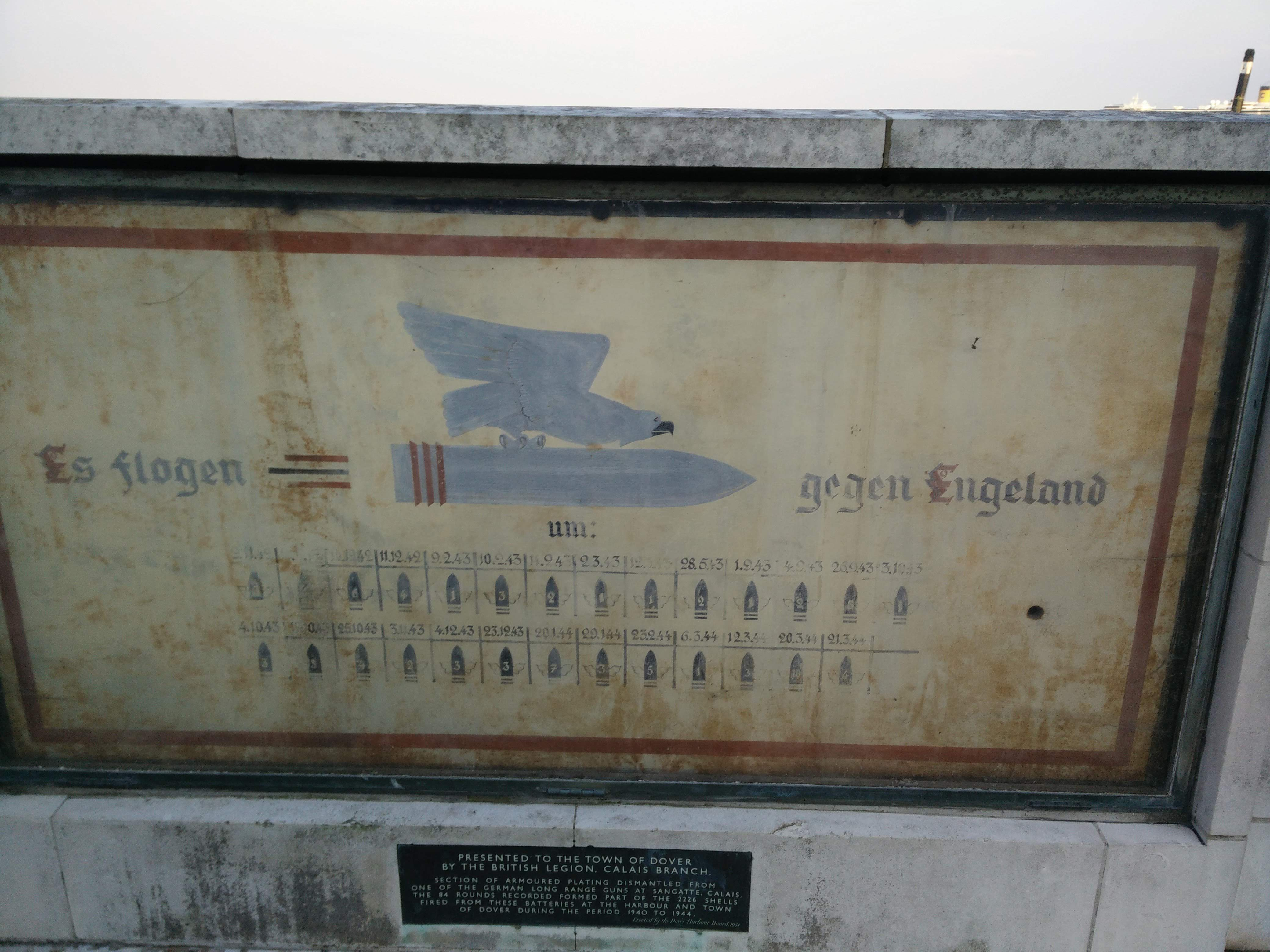
Schild an der Promenade in Dover

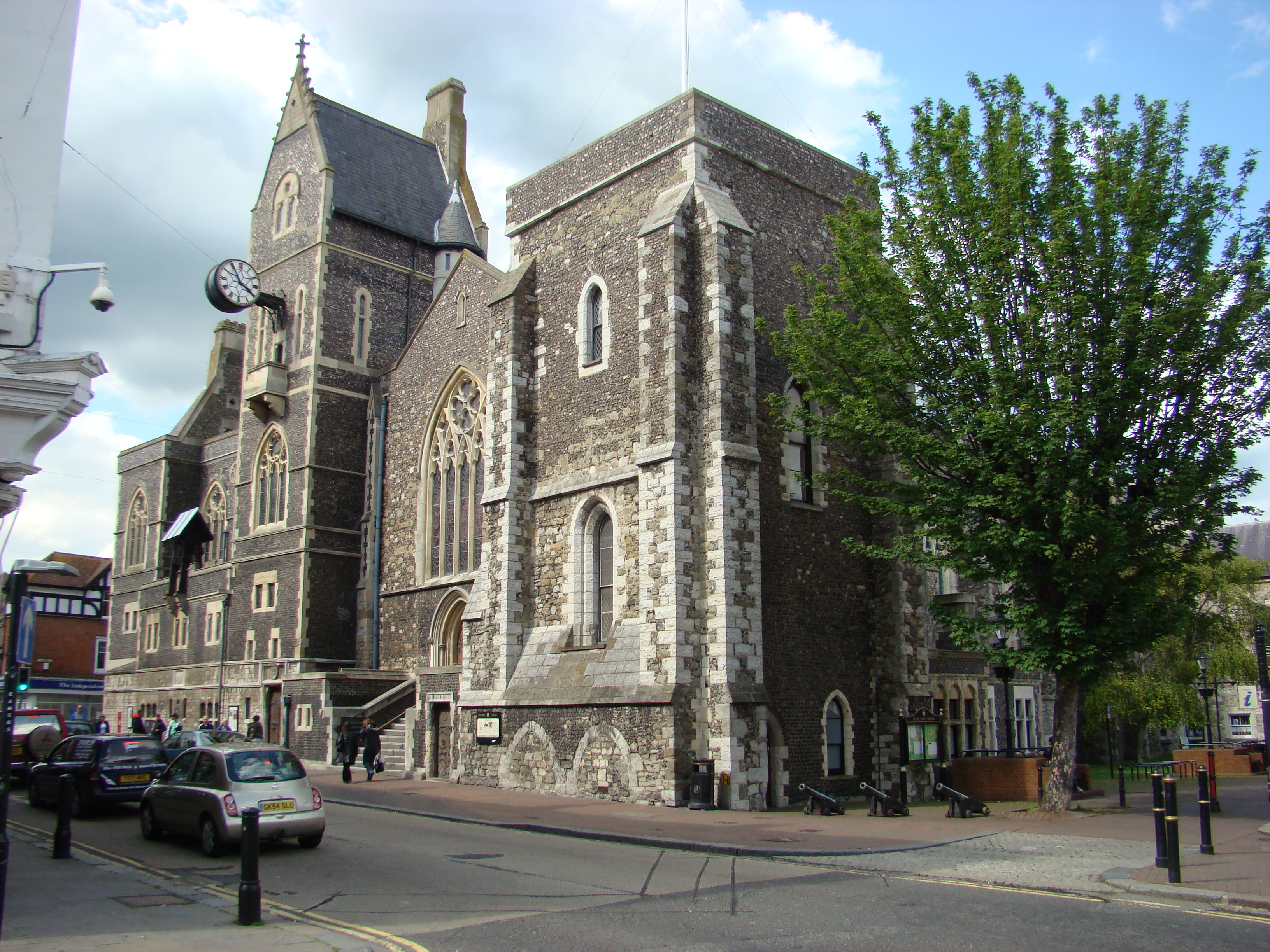
Rathaus von Dover

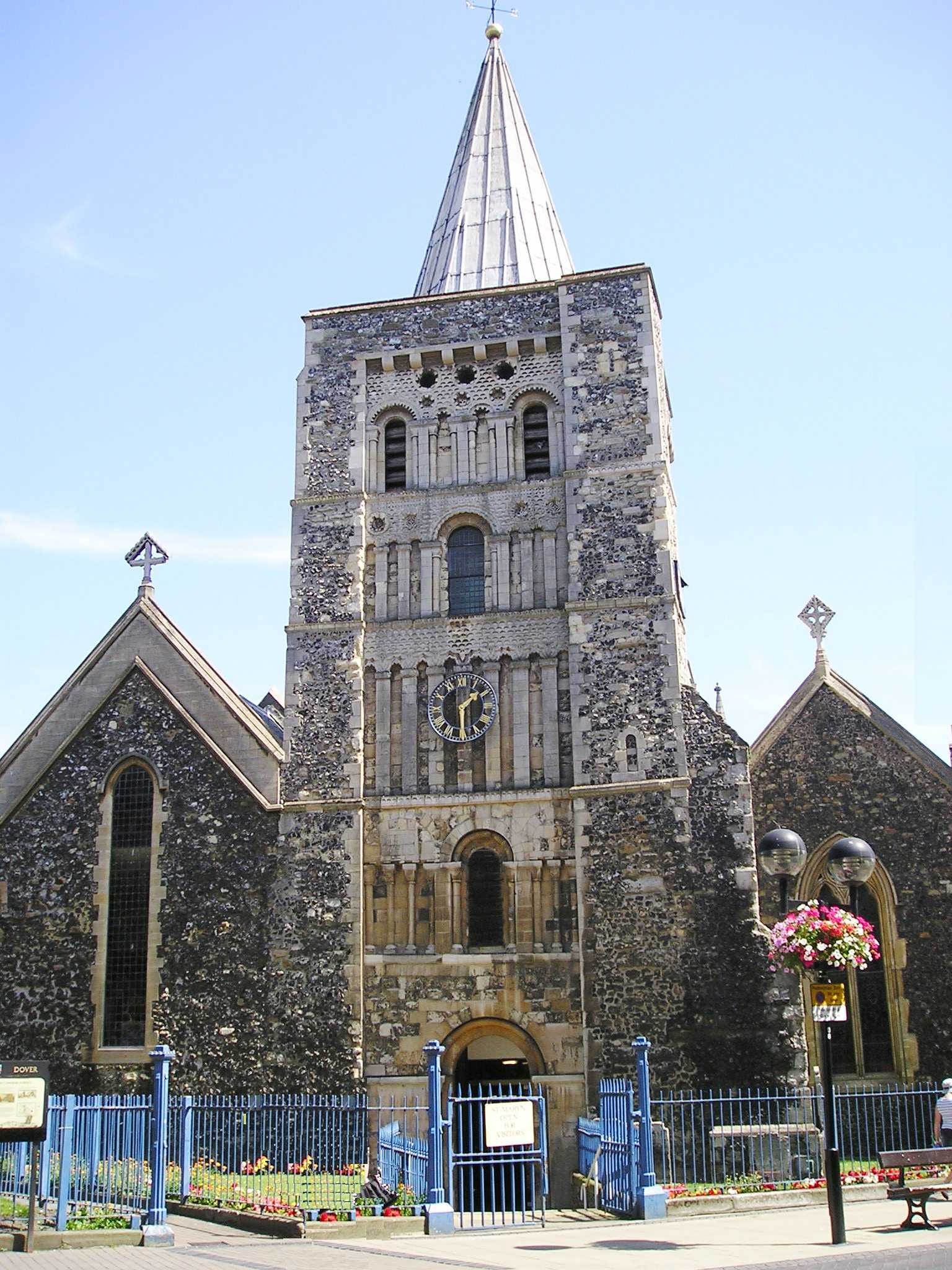
St. Mary the Virgin

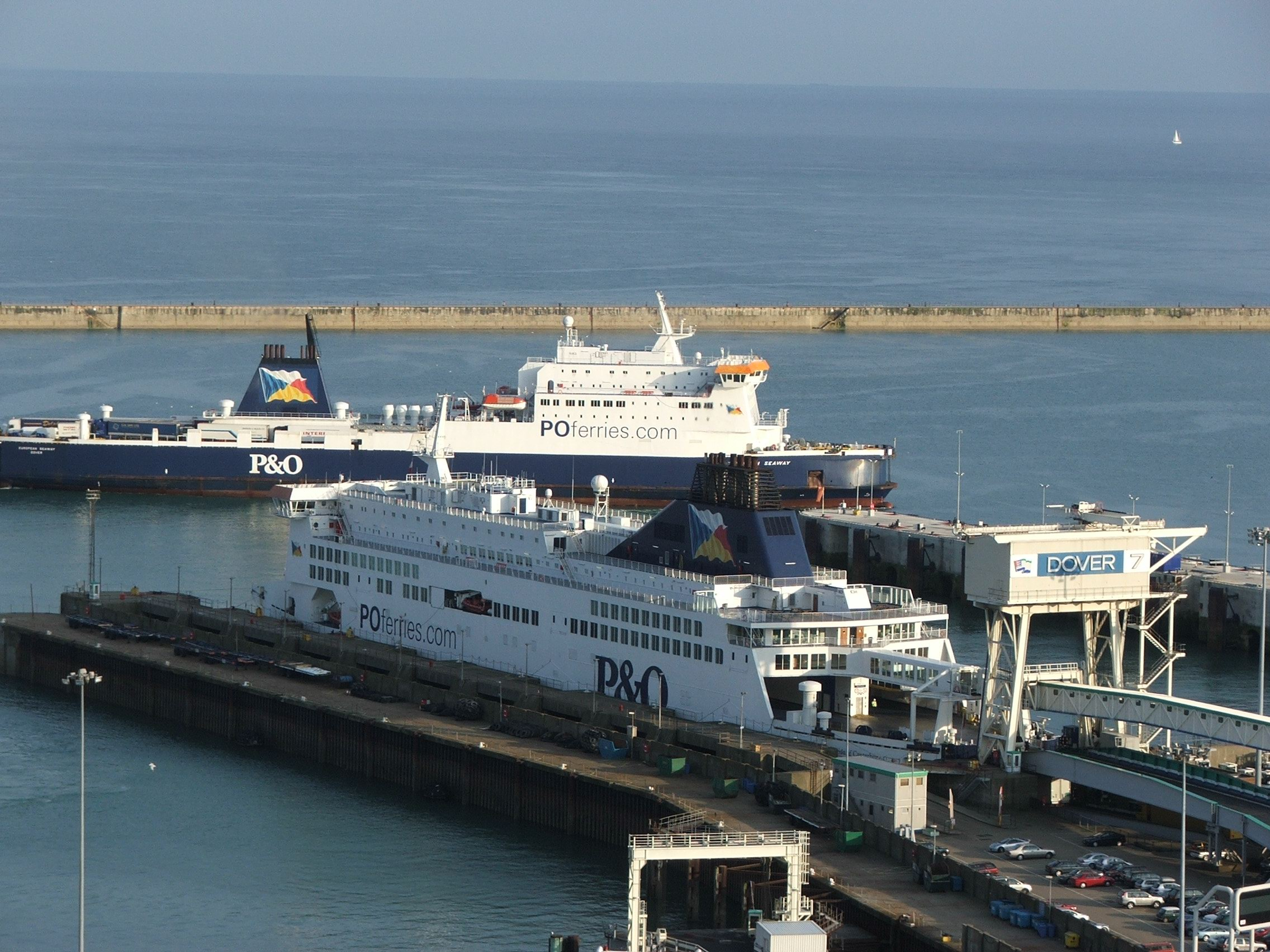
Fährhafen

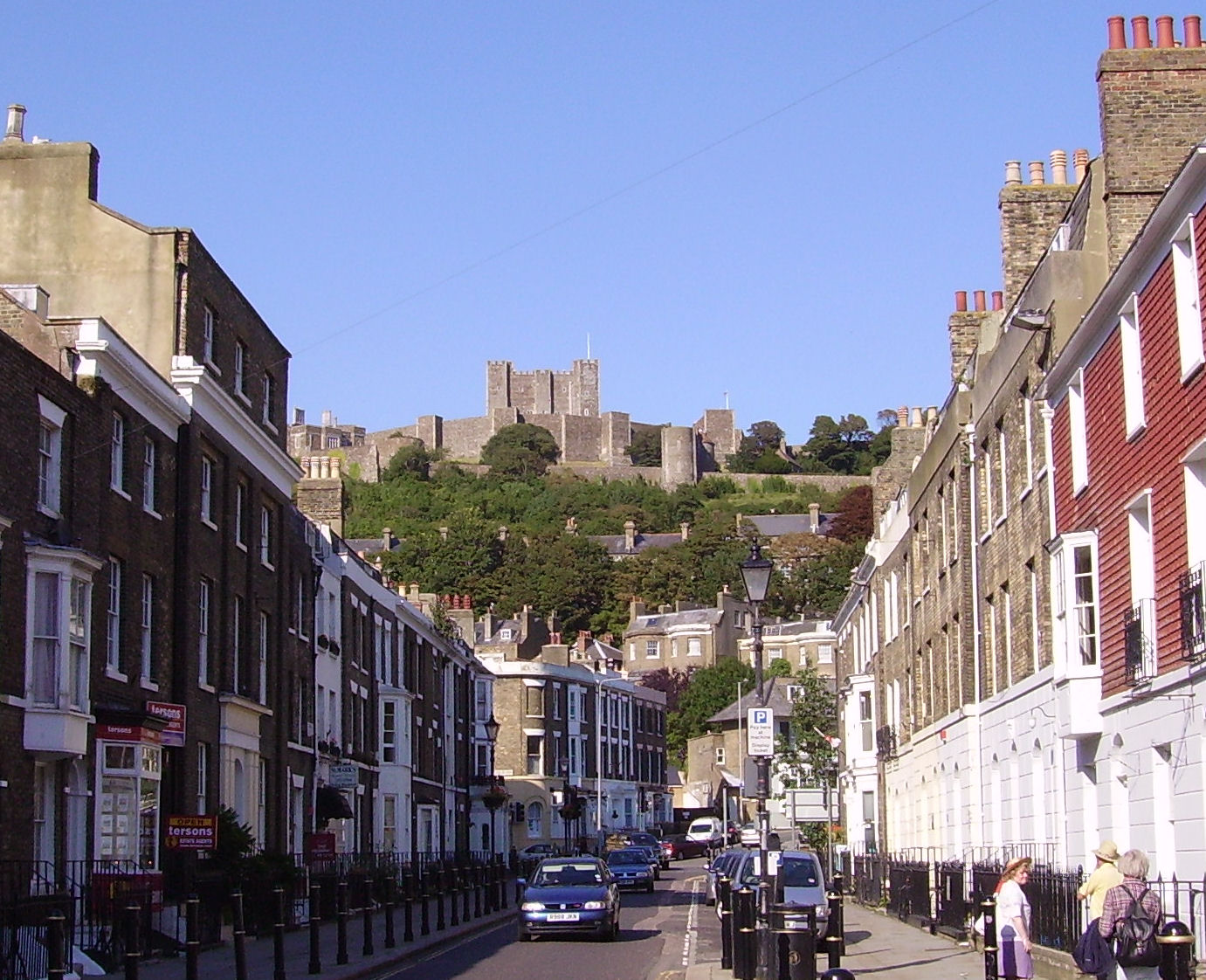
Dover Castle und Stadt

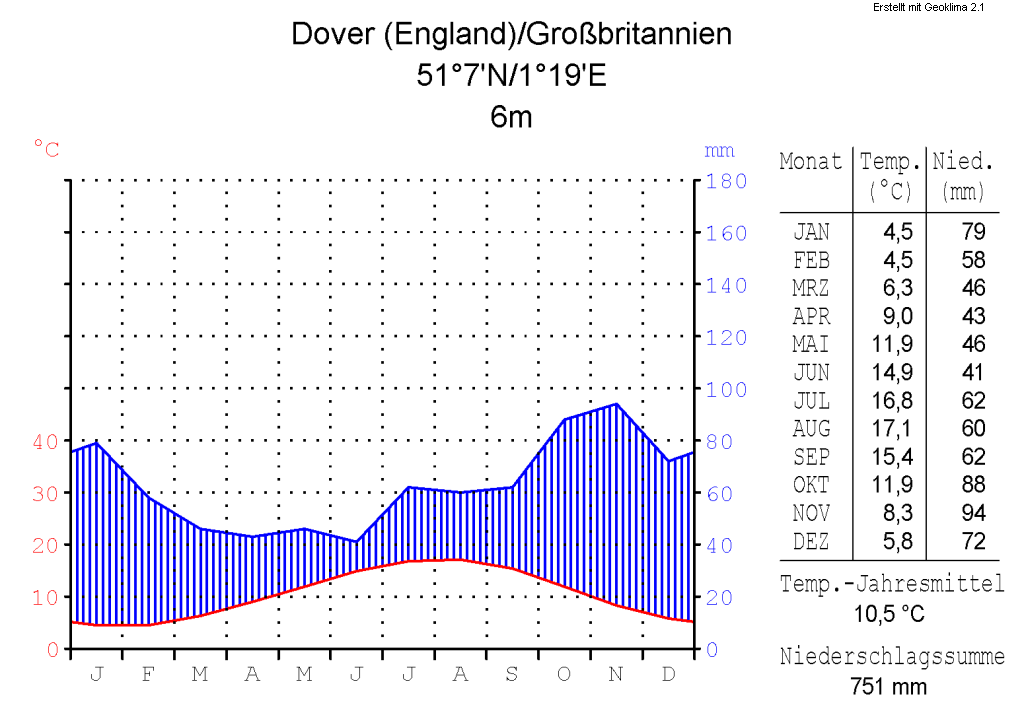
Klimadiagramm von Dover

Dover [britisch ˈdəʊvə] ist eine englische Stadt mit dem wichtigsten englischen Hafen an der Straße von Dover am Ärmelkanal. Dover liegt in der Grafschaft Kent und ist Verwaltungssitz des gleichnamigen Distrikts.

## Geographie
Dover liegt im äußersten Südosten Englands und ist die dem kontinentalen Festland und Frankreich am nächsten liegende englische Stadt. Die kürzeste Entfernung in der Straße von Dover von ca. 34 Kilometer wird zwischen South Foreland, nordöstlich von Dover, und dem Cap Gris-Nez nahe der französischen Hafenstadt Calais gemessen. Berühmt sind die Kreidefelsen von Dover. Die Römer führten den (wahrscheinlich vorkeltischen) Namen Albion für Britannien wegen der phonetischen Ähnlichkeit zu ihrem Wort albus für weiß irrigerweise auf die weißen Felsen zurück.

## Geschichte
Da Dover die englische Stadt mit der geringsten Entfernung zum europäischen Festland ist, hatte sie schon seit Jahrhunderten eine hervorragende strategische Bedeutung.

### Bronzezeit
1974 wurde der Langdon Bay Fund vor der Küste bei Dover entdeckt. Er enthielt Bronzeäxte französischer Machart und ist wahrscheinlich der Rest der Ladung eines untergegangenen Schiffes. Gleichzeitig macht dieser Fund aber auch deutlich, dass es schon in der Bronzezeit, oder sogar früher, Handelswege über den Kanal zwischen England und Frankreich gab. Im Jahre 1992 wurde in sechs Metern Wassertiefe das sogenannte Boot von Dover aus der Bronzezeit entdeckt. Es handelt sich dabei um einen der ältesten Funde eines seetüchtigen Bootes. Mittels der Radiocarbon-Untersuchungsmethode wurde das Jahr 1550 v. Chr. als Baujahr des Bootes ermittelt. Beide Funde sind im Dover Museum am Market Square ausgestellt.

### Römerzeit
Zur Zeit der römischen Herrschaft über Britannien wurde auf dem heutigen Stadtgebiet zur Abwicklung des Transitverkehrs zwischen dem Kontinent und den britischen Inseln ein Handels- und Kriegshafen erbaut, Portus Dubris. In Dover begann auch die „Watling Street“ (angelsächsisch: Wæcelinga Stræt), eine wichtige Fernstraße, die quer durch Britannien führte. Auch große Teile der Provinzflotte (Classis Britannica) lagen in Dover. Der Ort war von den ersten Expeditionen Julius Caesars im Jahr 55 v. Chr. bis zum Abzug der letzten römischen Armee um 410 n. Chr. durchgehend bewohnt. Dort finden sich auch einige der am besten erhaltenen römischen Überreste, von fragmentierten Mauerresten bis zum höchsten römischen Gebäude in Großbritannien. Portus Dubris besetzte eine Schlüsselstellung für die Überwachung des Schiffsverkehrs und Hauptquartier der Classis Britannica, zumindest auf der britischen Seite des Ärmelkanals. Es war eines der beiden Haupttore zum römischen Britannien, bzw. eine der bevorzugten Anlaufstellen und verband die Insel direkt mit dem Flottenhauptquartier in Gesoriacum (Boulogne-sur-Mer) an der gallischen Küste. Die römische Flotte kontrollierte von dort aus die Gewässer des Ärmelkanals und der Nordsee. Die Expansion der Zivilsiedlung setzte aber wohl erst im späten zweiten oder sogar erst im dritten Jahrhundert ein. Insbesondere Münzfunde aus dem vierten Jahrhundert lassen auf stärkere Aktivitäten in dieser Zeit schließen, die wohl mit Etablierung einer neuen Küstenverteidigungsorganisation zusammenfällt. Ab dem 3. Jahrhundert war Dubris Teil der Kastellkette des sogenannten Litus Saxonicum (Sachsenküste), ein Militärbezirk des spätantiken Limes Britannicus. Der Hafen verfügte über je einen Leuchtturm an der westlichen und östlichen Seite der Hafeneinfahrt. Der östliche ist noch sehr gut erhalten, diente später als Turm der Kirche St Mary in Castro und befindet sich heute innerhalb der mittelalterlichen Burganlage von Dover Castle. Der westliche Leuchtturm stand auf den Western Heights, ein länglicher Hügel, von wo man aus einen guten Blick auf das Dour-Tal, dem Hafenviertel und den Ärmelkanal hat. Ein 1861 wiederentdeckter Mauerrest des Leuchtturms wird als „Bredenstone“, „Cäsars Altar“ oder auch als „Teufelstropfen“ bezeichnet und befindet sich heute innerhalb der Mauern der sogenannten „Drop Redoubt“, ein Küstenschutzfort aus dem 18. Jahrhundert. Das konservierte „Painted House“ ist ein ehemaliges römisches Verwaltungsgebäude und zählt (neben dem östlichen Leuchtturm) zu den besterhaltenen römischen Gebäude in Großbritannien. Direkt daneben befand sich der Hafen und die Flottenkastelle. Bis zum Ende der römischen Herrschaft blieb Dubris aber wohl ein reiner Militär- und Marinestützpunkt.

### Angelsachsen und Normannen
Nach der Schlacht bei Hastings im Jahre 1066 marschierte Wilhelm der Eroberer mit seinen Truppen nach London zur Westminster Abbey, um dort gekrönt zu werden. Er nahm allerdings nicht den direkten Weg, sondern marschierte über Romney, Dover, Canterbury, Surrey und Berkshire. Dover gehörte federführend seit 1050 dem Bündnis „Cinque Ports“ an, in dem sich die wichtigsten Seehäfen des Landes zusammengeschlossen hatten. Dies erweckte das Interesse des Eroberers. Der mittelalterliche Chronist William von Poitiers berichtet über den Marsch von Wilhelm auf Dover:
„Dann marschierte er nach Dover, von dem gesagt wurde, dass es unbesiegbar sei und von einer großen Anzahl von Soldaten gehalten wurde. Diese hatten allerdings große Angst als er sich näherte und sie vertrauten weder ihren Bastionen noch der Anzahl ihrer Truppen... Während sich die Einwohner auf eine bedingungslose Kapitulation einstellten, setzten (die Normannen) aus Beutegier die Burg in Brand und ein großer Teil stand sofort in Flammen... (William bezahlte für die Reparatur und) nahm die Burg in Besitz. Der Herzog blieb dann noch acht Tage im Ort, um neue Befestigungsanlagen bauen zu lassen.“
Archäologische Forschungen haben ergeben, dass eine neue Burg in der Nähe der sächsischen Kirche St. Mary de Castro gebaut wurde, aus der sich dann das heutige Dover Castle entwickelte. Auf den Resten der prähistorischen Wälle wurden auf Anordnung von Heinrich II. 1168 mit den Bauarbeiten der Burg begonnen. 1180 entstand im Zentrum der Anlage der normannische Bergfried, der heute ein Museum beherbergt. Im 13. und 14. Jahrhundert wurden als weitere Sicherungsmaßnahmen zur Verstärkung wuchtige Ringanlagen angefügt.
Die Normannen bauten zwei Kirchen in Dover. Die Kirche St. Mary the Virgin (auf römischen Fundamenten) ist heute noch erhalten, während die Kirche St. James the Apostle im Zweiten Weltkrieg zerstört wurde. Sie stellten außerdem die Klosterkirche von St. Martin le Grand wieder her und gründeten ein neues Kloster, das St. Martin gewidmet wurde. Überreste dieses Klosters sind später beim Bau des Dover College umbaut worden.

### Mittelalter
Im Zentrum der Stadt steht noch heute das 1203 von Hubert de Burgh erbaute Rathaus, das einst eine Pilgerherberge war. Im Jahre 1216 wurde Dover von den Franzosen angegriffen, konnte aber von Hubert de Burgh erfolgreich verteidigt werden. 1295 kam es zu einem erneuten Angriff von 10.000 französischen Soldaten, die die Stadt diesmal niederbrannten. Aufgrund ihrer handelsfördernden hervorragenden Lage blühte die Stadt schnell wieder auf.

### Tudorzeit
In der Zeit Heinrich VIII. und Elisabeth I., die ständig in der Angst vor einer Invasion feindlicher Truppen leben mussten, wurden die Verteidigungsanlagen weiter verstärkt. Die Burg wurde befestigt und erhielt einen Burggraben.

### Epoche der Stuarts
Während des englischen Bürgerkriegs schlug sich die Stadt Dover auf die Seite des Königs und wurde deshalb schließlich ohne Gegenwehr vom Parlamentsheer erobert. Der spätere König Charles II. landete bei seiner Rückkehr nach England aus dem Exil in Dover am 26. Mai 1670. Hier unterschrieb er auch den geheimen Friedensvertrag, der die Feindseligkeiten zwischen England und dem französischen König Ludwig XIV. beendete.

### Napoleonische Kriege
In dieser Zeit wurde Dover eine stark befestigte Garnisonsstadt, da jederzeit mit einer Invasion von Napoleons Truppen gerechnet werden musste. Sie hatten sich zeitweise schon in der Stadt Boulogne versammelt und waren bei klarem Wetter von Dover aus zu sehen. Zunächst wurden Geschützbatterien in Erdhügeln entlang der Küstenlinie und den „Western Heights“ ausgehoben. Sie sollten die Verteidigung der Burg unterstützen, die mittlerweile nicht mehr auf dem neusten Stand der Verteidigungstechnik war. 1804 wurden die „Western Heights“ dann noch einmal massiv mit Steinbefestigungen ausgebaut, sodass dort zwei neue Forts mit Schützengräben entstanden. Zusätzlich entstand die „Grand Shaft“, eine Treppe, die von den Forts auf dem Hügel hinunter zur Stadt führte, sodass schnell Truppen vom Hügel an die Küstenlinie gelangen konnten.

### 19. Jahrhundert
Zwischen 1801 und 1901 stieg die Bevölkerungszahl um das Sechsfache an. Der Hafen wurde mit zusätzlichen Molen ausgebaut; die Stadt wurde immer mehr zu einem Seebad. Es wurde ein Vergnügungspier und eine Eislauffläche errichtet. Badewagen für den Strand wurden angeschafft und an der Seeseite entstanden imposante Hotels und Appartements. Es wurde ein Eisenbahnanschluss geschaffen sowie der Fährverkehr mit dem Kontinent erweitert. Auf dem westlichen Pier befindet sich Admiralty Pier Turret (Koordinaten 51° 6′ 36″ N, 1° 19′ 12″). Ein gepanzerter Geschützturm von 1880 mit zwei gezogenen Vorderladerkanonen im Kaliber 16 inch (40,6 cm), die eine Reichweite von ca. 7 km besitzen. Jedes Geschütz wiegt ca. 80 t; dies sind die beiden größten Geschütze in Britannien. Die Armierung des Turret besteht aus Lagen von Schmiedeeisen und Holz, eine Verbundpanzerung Anno 1880. Aus der Geschützstellung wurden nur einige wenige Probeschüsse abgegeben. Im Jahr 1906 wurde die Stellung deaktiviert, Richtantriebe und Munitionsaufzüge später ausgebaut. Die Geschütze selbst sind noch schussfähig und befinden sich auf ihren Lafetten.

### 20. Jahrhundert

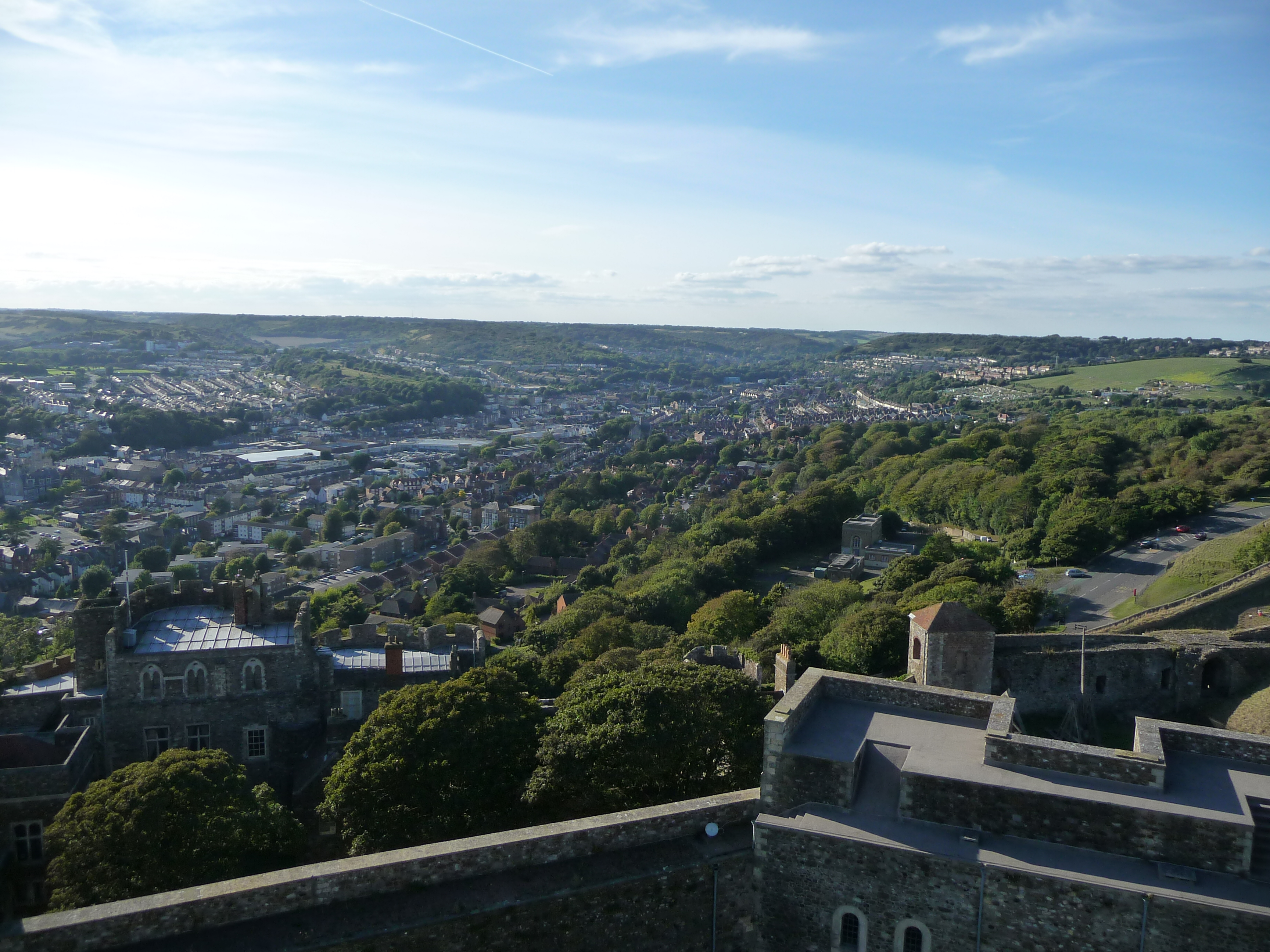
Blick auf Dover vom Dover Castle

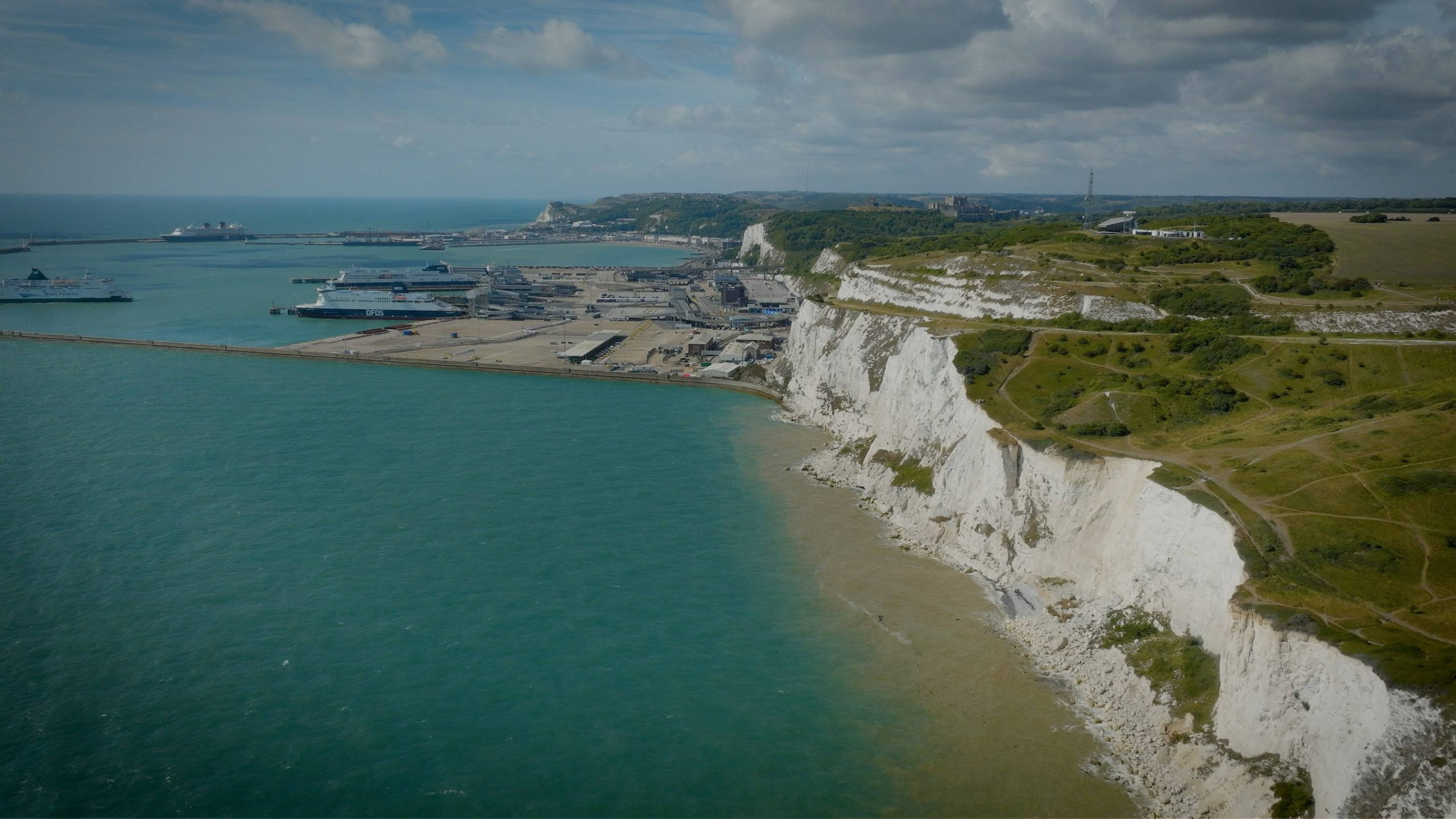
Die „Weißen Klippen“ und der Hafen im Hintergrund (2022)

Anfang des 20. Jahrhunderts war Dover das Zentrum der englischen Kanalverteidigung im Ersten Weltkrieg. Die Stadt war zusammen mit Folkestone Haupteinschiffungshafen für die Truppen, die nach Frankreich verschifft wurden. Während des Krieges wurde die Stadt von Zeppelinen, Flugzeugen und vorbeifahrenden Kriegsschiffen bombardiert. Die erste Bombe, die auf England abgeworfen wurde, explodierte am Weihnachtsabend 1914 in der Nähe von Dover Castle. Die Einwohner mussten während dieser Zeit oft in Bunkern oder Höhlen Schutz suchen. Die Stadt wurde umgangssprachlich auch Fort Dover genannt und stand wegen der ständigen Bedrohung weitgehend unter Kriegsrecht. Am 27. Februar 1916 wurde zwei Meilen vor der Stadt der britische Passagierdampfer Maloja auf dem Weg von London nach Bombay von einem deutschen U-Boot versenkt. 155 Menschen kamen ums Leben; die Toten wurden zur Identifizierung in der Market Hall aufgereiht.
Im Zweiten Weltkrieg wurde die Stadt 3.059 Mal durch weitreichende Kanonen vom französischen Ufer aus beschossen. Dadurch wurden 216 Einwohner getötet und 10.056 Häuser beschädigt. Eine Vielzahl von Höhlen und Tunneln in den Kreidefelsen wurden als Schutzbunker benutzt. Während der Evakuierung von Dünkirchen (Operation Dynamo) befand sich in diesen Unterständen das militärische Hauptquartier der Evakuierung. Während des Krieges wurde die Stadt aufgrund ihrer Lage auch „Höllenfeuer Ecke“ genannt.

## Städtepartnerschaften
Dover ist Mitglied im Städtebund Cinque Ports (franz. Fünf Häfen), ein Städtebund in den Grafschaften Kent und Sussex. Ursprünglich wurde er als militärische und wirtschaftliche Allianz von fünf Hafenstädten am Ärmelkanal gegründet und war im Spätmittelalter eine einflussreiche politische Macht. Heute dient das Bündnis vorwiegend der wirtschaftlichen Zusammenarbeit der Hafenstädte Südostenglands.
Außerdem bestehen Städtepartnerschaften mit der auf französischer Seite des Ärmelkanals liegenden Stadt Calais und mit der kroatischen Hafenstadt Split.

## Wirtschaft und Infrastruktur
Wegen seiner Nähe zum europäischen Festland ist der Fährhafen Dover einer der meist genutzten Häfen der englischen Küste. Vom Vereinigten Königreich setzen jährlich mehrere Millionen Menschen nach Frankreich über. Es gibt regelmäßige Fährverbindungen nach Calais und Dünkirchen. Die Eröffnung des Eurotunnels 1994 und das Ende der legendären Hovercraft-Verbindung nach Calais im Jahr 2000 haben die zentrale Rolle des Hafens vermindert.

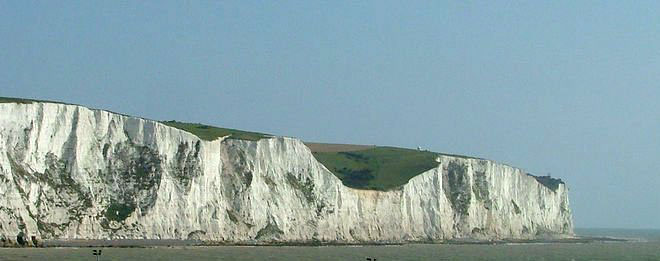
Die weißen Felsen von Dover

## Verkehr
Die A2/M2 verbindet Dovers Hafen für die Autofähren (Ship Ferry Vehicular Terminal an den Eastern Docks) mit Canterbury und London. Die M20 führt über Folkestone ebenfalls nach London. Die A258 führt zum benachbarten Deal und die A256 nach Sandwich.
Die Fährgesellschaften P&O Ferries und DFDS bedienen die Strecke von und nach Calais, LD Lines das französische Boulogne-sur-Mer sowie DFDS Dünkirchen.
Den Western Docks vorgelagert ist das Terminal für Kreuzfahrtschiffe (Cruise Liner Terminal).
Über den zentral, nahe der Ausfallstraße nach Folkestone gelegenen Bahnhof Dover Priory ist mit der Southeastern Railway (u. a. mit Halt an Canterbury East Station) direkt London Victoria Station zu erreichen. Bei der Rückfahrt werden manche Züge in Faversham geteilt. Für die Zeiten außerhalb der Verkehrsspitzen (off peak) gilt ein reduzierter Fahrpreistarif.
Mit der Bahn ist Dover ebenfalls an das Hochgeschwindigkeitsnetz von/zu den Bahnhöfen Ashford, Ebbsfleet International und St. Pancras (London) angeschlossen.
Der regionale Busverkehr wird von Stagecoach durchgeführt; nationale Verbindungen bietet National Express.
Zwei Fernwanderwege, der Saxon Shore Way sowie der North Downs Way, beginnen in Dover. Die Stadt ist gleichfalls dem nationalen Radwegnetz (National Cycle Network) angeschlossen.

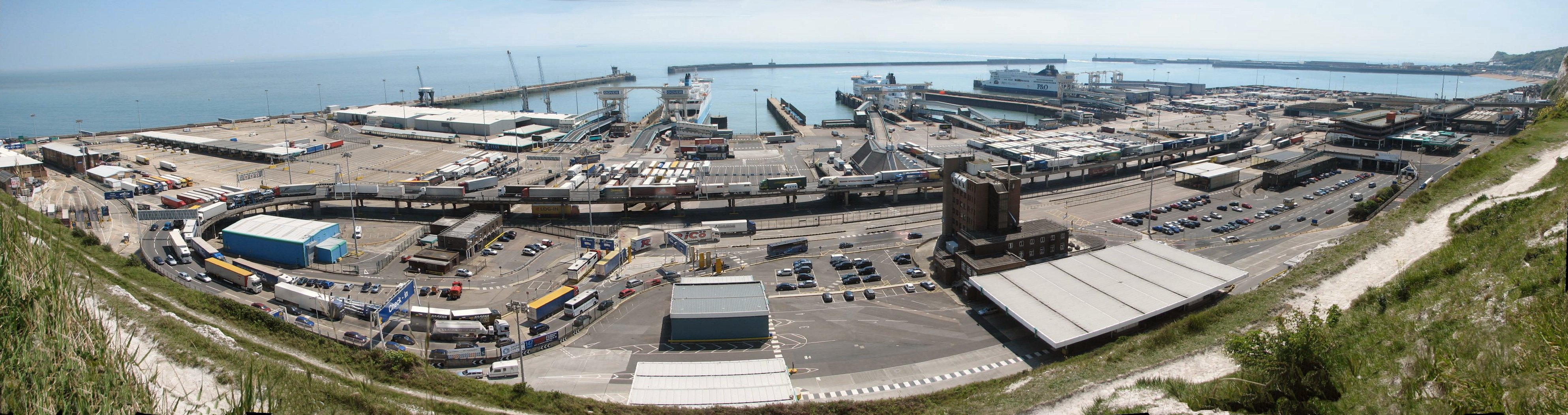
Blick auf den Fährhafen

## Sehenswürdigkeiten
- White Cliffs of Dover: Die Front ist bis zu 106 Meter hoch und besteht größtenteils aus Kalk und schwarzem Feuerstein.
- Dover Museum: englische Geschichte.
- Dover Transport Museum
- Crabble Corn Mill: historische Museumsmühle, die bis zum heutigen Tage aus viktorianischer Zeit erhalten geblieben ist
- The Roman Painted House:
- Dover Castle: Ist eine der größten Burgen in England.

Quelle:

## Persönlichkeiten
- Philip Yorke, 1. Earl of Hardwicke (1690–1764), Anwalt und Politiker
- Edward Pellew, 1. Viscount Exmouth (1757–1833), Admiral
- William Gibbs Rogers (1792–1875), Bild- und Holzschnitzer
- Dorothy Stanton Wise (1879–1918), Bildhauerin
- Red Newman (1887–1952), kanadischer Komiker und Sänger
- Tony Brown (1945–2022), Dartspieler
- Emma Ayres (* 1967), Bratschistin, Musiklehrerin und Hörfunkmoderatorin
- Joss Stone (* 1987), Soulsängerin und Schauspielerin
- Ross Smith (* 1989), Dartspieler
- Tammy Beaumont (* 1991), Cricketspielerin
- Jake Dixon (* 1996), Motorradrennfahrer
- James Brown (* 1998), Fußballspieler